# Bledius laticollis
Bledius laticollis är en skalbaggsart som beskrevs av Leconte 1877. Bledius laticollis ingår i släktet Bledius och familjen kortvingar. Inga underarter finns listade i Catalogue of Life.